# Pays de Lourdes et des vallées des Gaves
Le Pays de Lourdes et des vallées des Gaves désigne un syndicat mixte situé dans le département des Hautes-Pyrénées.

## Localisation
Il se situe dans un ensemble de vallées de la chaîne des Pyrénées appelées les vallées des Gaves, la ville de Lourdes se trouve au nord et celle d'Argelès-Gazost est au centre du pays.
La vallée dite d'Argelès-Gazost est formée par la réunion de plusieurs gaves dont le principal, le gave de Pau, provient de la vallée de Luz-Gavarnie. Les autres gaves sont celui de Cauterets et celui du val d'Azun.

## Histoire
Le Pays de Lourdes et des vallées des Gaves (PLVG) est créé en tant que syndicat mixte le 1er janvier 2014 par la fusion :
- du Syndicat Mixte pour le Développement Rural de l'arrondissement d'Argelès-Gazost (SMDRA) ;
- du Syndicat Mixte du Pays des Vallées des Gaves (SMPVG) ;
- du Syndicat Mixte de la Haute Vallée des Gaves (SMHVG).

Le 1er janvier 2017 il devient un pôle d'équilibre territorial et rural (PETR) puis redevient un syndicat mixte le 1er janvier 2023 après la perte ou l'achèvement de plusieurs missions et compétences,.

## Description
- Date de reconnaissance : 01/01/2014
- Surface : 1 611 km²
- Population : 142 838 habitants
- Villes principales : Lourdes, Argelès-Gazost, Pierrefitte-Nestalas, Cauterets, Luz-Saint-Sauveur

## Communes membres
Le nombre d'Établissements publics de coopération intercommunale (EPCI) est de 2 pour un total de 132 communes.
Voici les intercommunalités des Hautes-Pyrénées faisant partie du pays :
- Communauté d'agglomération Tarbes-Lourdes-Pyrénées ;
- Communauté de communes Pyrénées Vallées des Gaves.